# Chapelle Sainte-Marguerite d'Édimbourg
La chapelle Sainte-Marguerite d'Édimbourg est un lieu de culte écossais situé au château d'Édimbourg. Cet exemple d'architecture normande est le bâtiment le plus ancien encore en existence à Édimbourg. 

## Historique

### Chapelle castrale construite auXIIesiècle
La légende dit que sainte Marguerite a prié dans cette petite chapelle, mais des recherches récentes indiquent qu’elle a été construite au début du XIIe siècle par son quatrième fils qui est devenu le roi David Ier en 1124. Le bâtiment a été restauré à l’identique.

### Destruction du château hormis cette chapelle Sainte-Marguerite
Dans la nuit du 14 mars 1314, le château d’Édimbourg fut capturé par le comte Randolph de Moray qui, conformément à la politique du roi Robert de Brus, détruisit tous les bâtiments du château, à l’exception de la petite chapelle. En 1329, Bruce évoqua, sur son lit de mort, l’histoire de la reine Marguerite et donna des ordres pour que la chapelle soit réparée. Une quarantaine de livres écossaises furent mises de côté à cette fin. La chapelle fut ensuite connue, pendant de nombreuses années, sous le nom de « chapelle royale du château ». En dépit de l’existence d’une autre chapelle plus grande également en usage dans le château, un nombre assez élevé de cérémonies eut lieu dans la chapelle Sainte-Marguerite.

### Réforme protestante et affectation profane de la chapelle
Tombée en désuétude lors la Réforme protestante, la chapelle Sainte-Marguerite fut alors utilisée comme magasin de poudre du XVIe siècle jusqu’à 1845, époque à laquelle Sir Daniel Wilson s’occupa de la faire connaître avant d’en superviser la supervision en 1853 avec le soutien de la reine Victoria. Une proposition ultérieure de l’architecte écossais Hippolyte Blanc (en) pour l’agrandir et l’enrichir fut rejetée.

### Retour de la chapelle au culte presbytérien

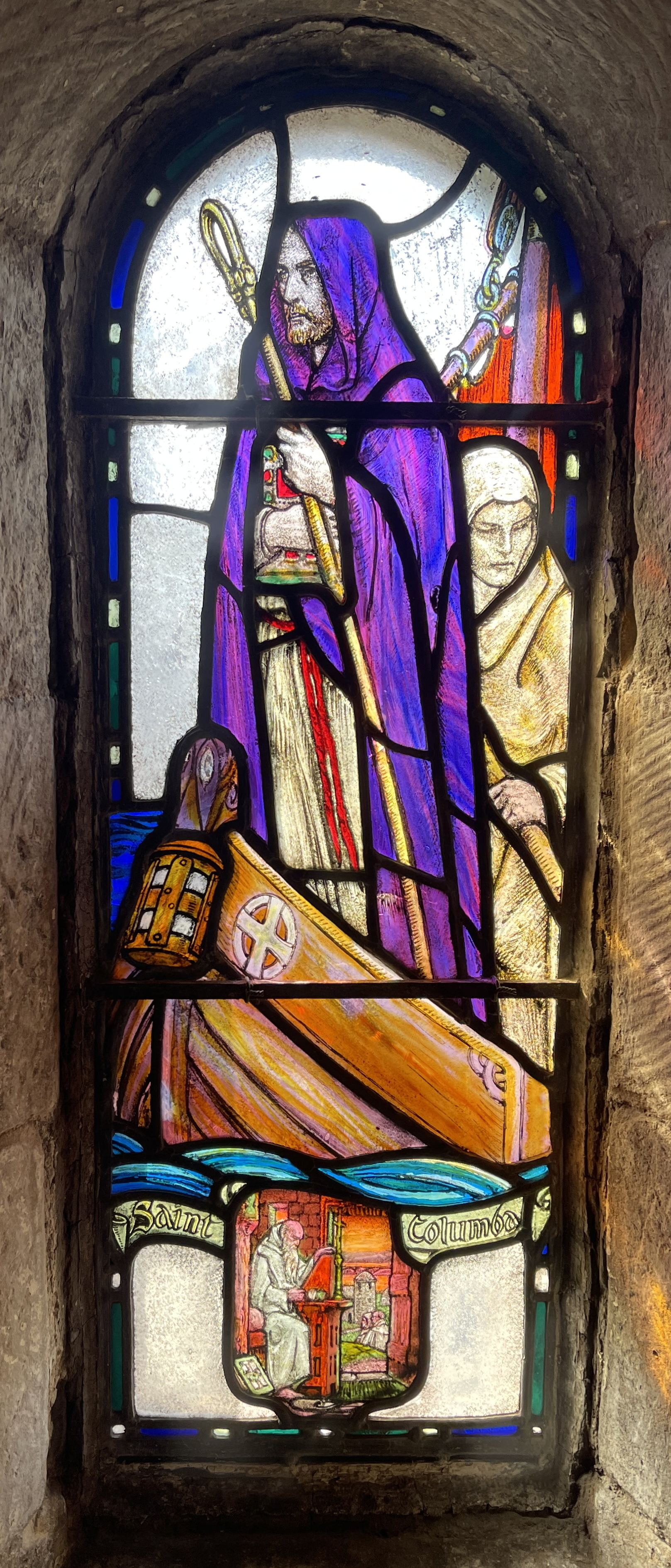
Vitrail par Douglas Strachan, représentant Saint Columba.

Les vitraux réalisés par Douglas Strachan pour illustrer Saint-André, St Columba, sainte Marguerite, saint Ninian et William Wallace, ont été installés en 1922. En 1929, des travaux supplémentaires ont été réalisés pour rendre la chapelle au culte. Restaurée et réaménagée, celle-ci a été consacrée le 16 mars 1934. La chapelle Sainte-Marguerite est classée aux Monuments historiques.

## Architecture de la chapelle
Le petit édifice en pierre irrégulière a une certaine similitude avec des chapelles écossaise et irlandaise celtiques antérieures. La structure rectangulaire avec une largeur intérieure de 3 m a une porte d’entrée d’un côté à l’arrière de la nef, qui est de 4,87 m de long, puis un chancel vouté typiquement roman de 1,52 m de  large avec des moulures en forme de chevron décorant la voûte au-dessus des colonnes de chaque côté donne sur un sanctuaire en abside de 3 m de long et d’un rayon de 1,52 m. Le mur nord a été renouvelé, et les trois murs extérieurs restants, ainsi que le mur du chœur, font 61 cm d’épaisseur. Cinq petites fenêtres en plein cintre et le cintre au-dessus de la porte d’entrée de confirment le style roman.

## Annexes

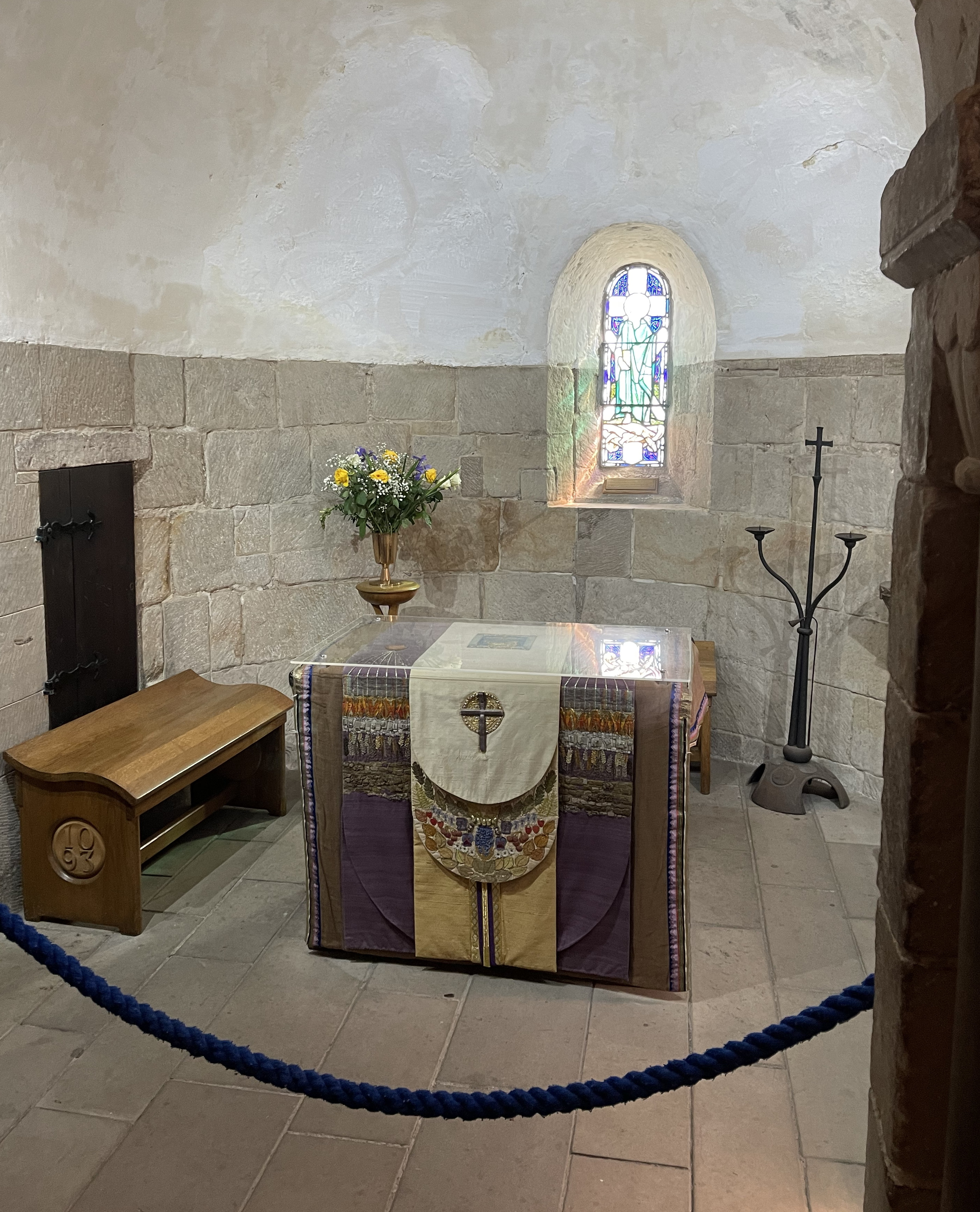
Sanctuaire en abside et autel, chapelle Sainte-Marguerite.